# Ectoneura sublucida
Ectoneura sublucida är en kackerlacksart som först beskrevs av Johann Gottlieb Otto Tepper 1895.  Ectoneura sublucida ingår i släktet Ectoneura och familjen småkackerlackor. Inga underarter finns listade i Catalogue of Life.